# Tivia mjoebergi
Tivia mjoebergi är en kackerlacksart som beskrevs av Karlis Princis 1967. Tivia mjoebergi ingår i släktet Tivia och familjen Polyphagidae. Inga underarter finns listade i Catalogue of Life.